# Патрик Новорита
Патрик Новорита (пол. Patryk Noworyta; народився 4 липня 1983) — польський хокеїст, захисник. Виступає за «Краковія» (Краків) у Польській Екстралізі. 
Вихованець хокейної школи «Унія» (Освенцім). Виступав за «Унія» (Освенцім), «Краковія» (Краків).
У складі національної збірної Польщі провів 56 матчів (1 гол); учасник чемпіонатів світу 2007 (дивізіон I), 2008 (дивізіон I), 2009 (дивізіон I) і 2011 (дивізіон I). У складі молодіжної збірної Польщі учасник чемпіонату світу 2003 (дивізіон I).
Чемпіон Польщі (2002, 2003, 2004, 2008, 2009, 2011).